# Audre antaeus
Audre antaeus är en fjärilsart som beskrevs av Adalbert Seitz 1917. Audre antaeus ingår i släktet Audre och familjen Riodinidae. Inga underarter finns listade i Catalogue of Life.